# Xolalgidae
Xolalgidae é uma família de ácaros pertencentes à ordem Sarcoptiformes.

## Géneros
Géneros (lista incompleta):
- Analloptes Trouessart, 1885
- Beaucournuella Gaud, 1974
- Cacatualges Dabert, Badek & Skoracki, 2007